# David Roditi
David Roditi Jiménez (* 30. November 1973 in Mexiko-Stadt) ist ein ehemaliger mexikanischer Tennisspieler und -trainer.

## Karriere

### Als Spieler
Roditi wuchs in Guadalajara und Manzanillo auf, ehe er als Teenager in die Vereinigten Staaten zog. Er besuchte die Highschool in San Clemente, Kalifornien.
Roditi nahm von 1997 bis 2000 an zehn Davis-Cup-Spielen für Mexiko teil und kam im Doppel auf eine Bilanz von 5:5-Siegen. Er war Mexikos Davis-Cup-Kapitän in der Saison 2016.
Roditi spielte an der Texas Christian University von 1993 bis 1996 unter Cheftrainer Tut Bartzen. In dieser Zeit spielte er sowohl Einzel als auch Doppel und erzielte einen Schulrekord mit 250 Spielen. Er erhielt 1994, 1995 und 1996 die All-Southwest Conference Honors im Einzel und im Doppel und wurde 1996 in das Rolex Collegiate All-Star Team aufgenommen. 2007 wurde er in die Letterman’s Hall of Fame für die Texas Christian University aufgenommen.
Als Profispieler konzentrierte sich Roditi hauptsächlich auf Doppel-Wettbewerbe, wo er 1998 den Höhepunkt seiner Karriere mit Platz 41 der Weltrangliste erreichte und in vier Wettkämpfen das Finale erreichte.

### Trainerkarriere
Nach dem Ende seiner Profikarriere zog Roditi 2000 nach Austin, Texas, um als Assistant Coach an der University of Texas and anschließend als stellvertretender Direktor für Tennis an der St. Stephen’s Episcopal School zu arbeiten. 2005 zog er nach Carson, Kalifornien, und trat eine Stelle als Lead National Team Coach am United States Tennis Association (USTA) Training Center an. Am 7. September 2010 wurde Roditi zum Cheftrainer der Männer an der TCU benannt.

## Erfolge
| Legende                       |
| Grand Slam                    |
| Tennis Masters Cup            |
| ATP Masters Series            |
| ATP International Series Gold |
| ATP International Series      |
| ATP Challenger Tour (1)       |

### Doppel

#### Turniersiege
| Nr. | Datum         | Turnier | Belag | Partner      | Finalgegner               | Ergebnis      |
| --- | ------------- | ------- | ----- | ------------ | ------------------------- | ------------- |
| 1.  | 22. Juni 1997 | Zagreb  | Sand  | Tomáš Anzari | Brandon Coupe Paul Rosner | 3:6, 7:6, 7:6 |

#### Finalteilnahmen
| Nr. | Datum            | Turnier      | Belag     | Partner        | Finalgegner                      | Ergebnis      |
| --- | ---------------- | ------------ | --------- | -------------- | -------------------------------- | ------------- |
| 1.  | 10. August 1997  | San Marino   | Sand      | Brandon Coupe  | Cristian Brandi Filippo Messori  | 5:7, 4:6      |
| 2.  | 22. Februar 1998 | Memphis      | Hartplatz | Ellis Ferreira | Todd Woodbridge Mark Woodforde   | 3:6, 4:6      |
| 3.  | 12. April 1998   | Estoril      | Sand      | Fernon Wibier  | Donald Johnson Francisco Montana | 1:6, 6:2, 1:6 |
| 4.  | 31. Oktober 1998 | Mexiko-Stadt | Sand      | Daniel Orsanic | Jiří Novák David Rikl            | 4:6, 2:6      |